# 社会医療法人
社会医療法人（しゃかいいりょうほうじん、英: social medical corporation）とは、日本の医療法人制度における法人区分の1つ。2006年の医療法改正により新たに創設された後、それまで主に公的医療機関が担ってきた公益性の高い医療（活動)を担う医療法人として運用されている。
特に地域で必要な医療を行う主体として、一般の医療法人と区別して認定されている法人である。税法上、医療保健業（附帯業務、収益業務は除く。）は非課税。
医療法人は、本来ならば非営利法人であり、一般に行える事業は、本来業務と呼ばれる病院などの経営に関する業務及び附帯業務と呼ばれる介護事業などの限られたものである。しかし社会医療法人は、医療法第42条の2の規定により、公益性を担保する条件を満たし、都道府県知事の認定を受けることで実施が可能となった、比較的幅広い事業から得られる収益を、病院などの本来事業へ充てる（いわゆる、医療への再投資をする）ことができる。
これにより医療の非営利性を保ったまま、経営の透明化と効率化、また地域医療の安定化を目指す制度である。2000年度（平成12年度）から2011年度（平成23年度）まで存在した特別医療法人についても本項で扱う。

## 経緯
地方自治体の運営する医療機関は、公的医療機関として地域における”公益性の高い医療”を担ってきた。
（”公益性の高い医療”とは、通常提供される医療と比較して継続的なサービス提供が困難であるが、地域社会に必須の医療である6事業（救急医療、災害時における医療、新興感染症発生・まん延時における医療、 へき地の医療、周産期医療、小児医療（小児救急医療を含む））がこれに該当する）
しかし公営企業としての医療機関は人件費の高止まり（従業員は「公務員」や「みなし公務員」扱いとなるため）や業務の非効率性、施設自体の維持費の高止まり（新築施設の場合は建設費等。既存施設の場合は存続させるための維持費等）から、繰入金無しでは慢性的かつ大幅な赤字を抱え込み、地方財政の逼迫もあり医療機関自体の閉鎖に追い込まれる例が多くなっている。一方民間医療機関が地域医療において果たす役割は大きくなっていることから、非営利性を高度に担保した民間医療機関に効率よく公益性の高い医療サービスを担わせることが求められた。
そこで経営の透明性を高めた医療法人に対して、地域の医療計画へ参画させ、自立的に公益性の高い医療を安定・継続的に提供してもらうための施策として、従来の特別医療法人をもとに「社会医療法人」が制度化された。
2006年に改正された医療法（平成18年6月21日法律第84号）で制定され、翌2007年4月1日より施行された。ただし、要件となる救急医療等確保事業を記載した医療計画の実施が2008年4月からとなったことや、内閣府で公益法人制度改革が検討中であったことから、都道府県による認定は2008年4月以降に始まり、認定第1号は同年7月10日となった。
2025年4月1日現在、373法人が認定を受けている。都道府県別で見ると北海道（54法人）が最多で、以下、大阪府（45法人）、福岡県（21法人）の順となっている。なお、富山県には社会医療法人に認定された医療法人はない。

## 特徴
社会医療法人の特徴としては下記の通り。
- 救急医療、精神科救急医療、災害医療、新興感染症発生・まん延時における医療、周産期医療、へき地医療、小児救急医療といった公益性の高い医療を担わなければならない。
- 自治体病院（公立病院）の民営化・指定管理者の公募の際に、一般の医療法人よりも有利になる。
- 社会医療法人債（有価証券）の発行が可能。なお、社会医療法人債を発行する場合、財務諸表監査が義務化される。
- 収益業務を行うことができる。また、一般の医療法人よりも幅広い社会福祉事業の運営が可能（特別養護老人ホームを除く）。
- 自治体病院の遊休病床が優先的に割り当てられる。
- 国有財産の売却だけでなく定期借地権を利用した新規の貸付などにおいても、社会医療法人が法人税法 別表第二で規定されている「公益法人等」の区分に該当し、「公益性が高い」法人と判断されて、国有財産地方審議会において認められるようになってきた。（例：浦添総合病院（社会医療法人仁愛会・沖縄県）の沖縄県浦添市前田の国家公務員宿舎跡地移転事例。ただし、本内容が全ての社会医療法人が全ての国有財産地方審議会において全ての例で必ず認められる事にはなっていない）

本来業務への補助である収益業務の法人税率は公益法人と同じ19%が適用され、本来業務は非課税。収益業務から本来業務への支出は、最大200万円まで寄付金として損金算入できる。（※収益業務は、税務上の「収益事業」とは異なる概念であり、範囲も異なっている）

## 要件
社会医療法人として認定を受けるための主な要件は以下の通りである。
同族支配の制限
役員（理事および監事）、社団の場合には社員、財団の場合には評議員のそれぞれについて、いわゆる同族関係にある者が総数の1/3を超えないこと。同族関係にある者とは、三親等以内の親族（配偶者や姻族も含む）、事実上婚姻関係にある者、使用人など生計を依存している者、および後2者の親族で生計をともにする者のことである。
救急医療等確保事業の実施
運営する病院・診療所が、その所在する都道府県の医療計画に記載された法定事業（救急医療、災害時医療、新興感染症発生・まん延時における医療、僻地医療、周産期医療、小児医療の6種）にかかる業務を行う設備や体制を整え、実績を持つこと。自ら開設するだけでなく、地方自治体の指定管理者として管理している病院・診療所も含まれる。
公的な運営
- 理事は定数6以上、監事は定数2以上とし、社員総会または評議員会の決議によって専任されること
- 理事会の運営が適正であること
- 理事、監事、評議員に対して不当に高額な報酬を与えないよう支給の基準を定めること
- 理事、監事、社団の場合には社員、財団の場合には設立者と評議員、および以上と同族関係にある者に対して、特別の利益を与えないこと
- 特定の個人・団体に対して特別の利益を与えないこと（公益法人の公益事業に対する利益は例外）
- 遊休財産の額が、本来業務にかかる事業費用の額を超えないこと
- 株式など他の団体の意思決定に関与する財産をそれぞれ議決権の過半数保有しないこと
- 直近3会計年度において法令違反など公益に反する事実がないこと
- 全事業による収入のうち保険診療、健康診査、助産にかかるものが8割を超えること
- 自由診療の患者に対し保険診療と同一の基準で請求すること
- 診療収入の2/3以上を患者のために直接必要な経費（医師、看護師らの給与や投薬費を含む）に充てていること

残余財産の公共性
法人解散時の残余財産を、国、地方公共団体、または他の社会医療法人に帰属させること
このうち、同族支配の制限と残余財産の公共性については、特定医療法人や従前の特別医療法人と同等の規定であり、一方救急医療等の実施は社会医療法人の特徴といえる。公的な運営については、全般的に特定・特別医療法人よりも詳細な規定が設けられているが、年間給与制限（3600万/人）が無くなり、かわりに支給基準の明文化が要請されている。

## 収益業務
本来業務である病院、診療所、介護老人保健施設、介護医療院の運営に支障のない限り、定款または寄附行為に定めることで以下に挙げる業務を行うことができる。なお、その収益は社会医療法人が開設する病院、診療所、介護老人保健施設又は介護医療院の経営に充てることを目的として行われるものである（平成19年3月30日厚生労働省告示第92号）。なお、収益業務に関する会計は、本来業務および附帯業務に関する会計とは区分した特別会計としなければならない。また、税務上の「収益事業」とは異なる概念であり、範囲が異なっている。
収益業務の種類は、日本標準産業分類（平成25年10月改定）に定めるもののうち、
1. 農業、林業
2. 漁業
3. 製造業
4. 情報通信業
5. 運輸業、郵便業
6. 卸売業、小売業
7. 不動産業、物品賃貸業（建物売買業、土地売買業を除く。）
8. 学術研究、専門・技術サービス業
9. 宿泊業、飲食サービス業
10. 生活関連サービス業、娯楽業
11. 教育、学習支援業
12. 医療、福祉（病院、診療所、介護老人保健施設又は介護医療院に係るもの及び医療法第 42 条各号に掲げるものを除く。）
13. 複合サービス事業
14. サービス業

となっている。

## 社会医療法人債

### 概要
社会医療法人は、「救急医療等確保事業の実施に資するため」社会医療法人債を発行することができる（医療法第54条の2）。社会医療法人債は金融商品取引法第２条に規定する有価証券に該当する。
発行にあたって都道府県知事の許可は不要だが、医療法で準用する会社法の規定などに基づいて実施しなければならない。また、社会医療法人債の発行に関連して不正を行った場合は、刑罰に処される（医療法第77条など）。
なお、社会医療法人債の発行実績は2018年末現在、1法人に留まる。

### 社会医療法人債のメリット・デメリット
＜出典：＞
〇メリット
・綿密な計画に基づいて実施すれば、低コストで多額の資金調達が可能
・長期安定的な資金調達が可能。毎月の約定返済は必要なく、元本を期日に一括返済することも可能である。
・無担保、無保証による資金調達が可能。
・固定金利での発行は、期日までの返済金利が一定し、収支予想も容易になる
・銀行などの資金供給先の状況や事情に左右されない安定した資金確保が可能。　など
〇デメリット
・現経営体制に加え、様々な人的投資や体制拡充が求められる
・間接金融よりはるかに広範囲にわたる関係者（投資家、証券会社、格付機関、銀行など） との折衝や調整が必要となり、多大なノウハウとエネルギーが必要
・経営などに関する詳細情報を広範囲に開示するため、競合先に情報を与えることとなり、結果的に業界内競争の観点からマイナスの影響を受けるリスクがある　
・債券発行による資金調達の方針決定から実際に資金調達完了までに長期間を要し、資金調達の機動性に欠ける　など

## 社会医療法人の位置付け
社会医療法人は救急医療等確保事業やへき地診療などを公的医療機関に代って行なっているが、警察病院（大阪府の社会医療法人警和会が運営する大阪警察病院）や公設民営方式（建物等を整備し、社会医療法人が運営する）の医療機関（埼玉県のさいたま市民医療センターや、岡山県の哲西町診療所など）であっても、あくまでも「公的医療機関」ではない。
そのため、公的医療機関と同等の補助・税的措置となってはおらず、『「JA厚生連が会員である社会医療法人」（厚生連が社会医療法人に組織変更した医療施設）のみ』が社会医療法人としては公的医療機関として認められているという不均等が存在している。（平成28年4月1日改正の医療法第31条規定による）

## 特別医療法人
1997年の医療法改正（平成9年12月17日法律第125号、平成10年4月1日施行）により創設され、役員の同族支配の制限などの公的な運営の確保、残余財産の帰属先の制限等の要件を満たし、医療業務に支障のない範囲で医療外収益を医療経営に充てることを可能とした、安定的かつ公正な医療を提供できる医療法人。
社会医療法人と比較して認可要件が緩い（特定医療法人と同等）。医療法人の透明性を高めることが期待されたが、税制上の優遇を受けられないことなどから普及は進まず、最終的に80法人に留まった（2007年）。社会医療法人の制度化に伴って廃止されることになり、5年間の移行措置を経て2012年3月末日をもって廃止された。移行措置終了時には9法人まで減少した。